# کوروش ادسا
کوروش ادسا (انگلیسی: Cyrus of Edessa؛ نویسنده به زبان سریانی و معلم در کلیسای پارسی بود. او احتمالاً اهل ادسا بود. او در مدرسه نیسیبیس (حدود ۵۳۳–۵۳۸) زیر نظر مارآبا، پدرسالار آینده تحصیل کرد، و سپس در مدرسه سلوکیه- تیسفون تدریس کرد و سرانجام مدیر آنجا شد وی مدتی پس از مرگ ابا (۵۵۲) خانقاهی را در حیره بنا کرد.